# D・J・スチュワート・ジュニア
ドウェイン・スチュワート・ジュニア（DeWayne Stewart Jr., 1999年7月28日 - ）は、アメリカ合衆国・ミシシッピ州グレース出身のプロバスケットボール選手。NBAGリーグのスーフォールズ・スカイフォースに所属している。ポジションはシューティングガード。

## 経歴

### カレッジ
ミシシッピ州立大学で3年間プレーし、2021年のNBAドラフトにアーリーエントリーしたが、どこからも指名されなかった。

### スーフォールズ・スカイフォース
ドラフト後に行われたサマーリーグにマイアミ・ヒートの一員として参加し、2021年8月17日にヒートと契約した。
2021-22シーズン開幕前に解雇され、Gリーグのスーフォールズ・スカイフォースへ送られた。

### サンアントニオ・スパーズ
2022年3月4日にサンアントニオ・スパーズと2ウェイ契約を結んだ。